# Coupe du monde de beach soccer 2017
Navigation
2015 2019
La Coupe du monde de beach soccer 2017 est la dix-neuvième édition de la Coupe du monde de beach soccer et se déroule à Nassau aux Bahamas du 27 avril au 7 mai 2017. Le tournoi est remporté par le Brésil, battant en finale Tahiti.

## Équipes qualifiées pour la phase finale
Europe (UEFA)
- Suisse

- Italie

- Pologne

- Portugal

```
(tenant du titre)
```

Asie (AFC)
- Japon

- Émirats arabes unis

- Iran

Amérique du Nord, Amérique Centrale et Caraïbes (CONCACAF) (hôte)
- Mexique

- Bahamas

- Panama

Amérique du Sud (CONMEBOL)
- Brésil

- Paraguay

- Équateur

Afrique (CAF)
- Nigeria

- Sénégal

Océanie (OFC)
- Tahiti

## Phase de groupes

### Groupe A
| Rang | Équipe   | Pts | J | G | Gt | P | Bp | Bc | Diff |
| ---- | -------- | --- | - | - | -- | - | -- | -- | ---- |
| 1    | Suisse   | 7   | 3 | 2 | 1  | 0 | 18 | 13 | +5   |
| 2    | Sénégal  | 6   | 3 | 2 | 0  | 1 | 25 | 7  | +18  |
| 3    | Bahamas  | 3   | 3 | 1 | 0  | 2 | 7  | 14 | -7   |
| 4    | Équateur | 0   | 3 | 0 | 0  | 3 | 6  | 22 | -16  |

| Match | Date     | Équipe 1 | Résultat | Équipe 2 |
| ----- | -------- | -------- | -------- | -------- |
| 2     | 27 avril | Équateur | 0 - 9    | Sénégal  |
| 4     | 27 avril | Bahamas  | 2 - 3    | Suisse   |
| 10    | 29 avril | Suisse   | 9 - 5    | Équateur |
| 12    | 29 avril | Sénégal  | 10 - 1   | Bahamas  |
| 18    | 1 mai    | Suisse   | 6 - 6    | Sénégal  |
| 20    | 1 mai    | Bahamas  | 4 - 1    | Équateur |

### Groupe B
| Rang | Équipe  | Pts | J | G | Gt | P | Bp | Bc | Diff |
| ---- | ------- | --- | - | - | -- | - | -- | -- | ---- |
| 1    | Italie  | 9   | 3 | 3 | 0  | 0 | 25 | 11 | +14  |
| 2    | Iran    | 4   | 3 | 1 | 1  | 1 | 11 | 11 | 0    |
| 3    | Nigeria | 2   | 3 | 0 | 1  | 2 | 15 | 20 | -5   |
| 4    | Mexique | 0   | 3 | 0 | 0  | 3 | 7  | 16 | -9   |

| Match | Date     | Équipe 1 | Résultat      | Équipe 2 |
| ----- | -------- | -------- | ------------- | -------- |
| 1     | 27 avril | Iran     | 3 - 2         | Mexique  |
| 3     | 27 avril | Nigeria  | 6 - 12        | Italie   |
| 9     | 29 avril | Italie   | 5 - 4         | Iran     |
| 11    | 29 avril | Mexique  | 4 - 5 ap      | Nigeria  |
| 17    | 1 mai    | Italie   | 8 - 1         | Mexique  |
| 19    | 1 mai    | Nigeria  | 4 - 4t. a. b. | Iran     |

### Groupe C
| Rang | Équipe              | Pts | J | G | Gt | P | Bp | Bc | Diff |
| ---- | ------------------- | --- | - | - | -- | - | -- | -- | ---- |
| 1    | Paraguay            | 6   | 3 | 2 | 0  | 1 | 12 | 8  | +4   |
| 2    | Portugal            | 5   | 3 | 1 | 1  | 1 | 12 | 6  | +6   |
| 3    | Émirats arabes unis | 4   | 3 | 1 | 1  | 1 | 6  | 6  | 0    |
| 4    | Panama              | 0   | 3 | 0 | 0  | 3 | 4  | 14 | -10  |

| Match | Date     | Équipe 1            | Résultat | Équipe 2            |
| ----- | -------- | ------------------- | -------- | ------------------- |
| 6     | 28 avril | Portugal            | 7 - 0    | Panama              |
| 8     | 28 avril | Émirats arabes unis | 3 - 2    | Paraguay            |
| 14    | 30 avril | Paraguay            | 5 - 3    | Portugal            |
| 16    | 30 avril | Panama              | 2 - 3 ap | Émirats arabes unis |
| 22    | 2 mai    | Paraguay            | 5 - 2    | Panama              |
| 24    | 2 mai    | Émirats arabes unis | 1 - 2 ap | Portugal            |

### Groupe D
| Rang | Équipe  | Pts | J | G | Gt | P | Bp | Bc | Diff |
| ---- | ------- | --- | - | - | -- | - | -- | -- | ---- |
| 1    | Brésil  | 9   | 3 | 3 | 0  | 0 | 20 | 8  | +12  |
| 2    | Tahiti  | 6   | 3 | 2 | 0  | 1 | 13 | 11 | +2   |
| 3    | Japon   | 3   | 3 | 1 | 0  | 2 | 15 | 17 | -2   |
| 4    | Pologne | 0   | 3 | 0 | 0  | 3 | 12 | 24 | -12  |

| Match | Date     | Équipe 1 | Résultat | Équipe 2 |
| ----- | -------- | -------- | -------- | -------- |
| 5     | 28 avril | Japon    | 9 - 4    | Pologne  |
| 7     | 28 avril | Brésil   | 4 - 1    | Tahiti   |
| 13    | 30 avril | Tahiti   | 4 - 3    | Japon    |
| 15    | 30 avril | Pologne  | 4 - 7    | Brésil   |
| 21    | 2 mai    | Tahiti   | 8 - 4    | Pologne  |
| 23    | 2 mai    | Brésil   | 9 - 3    | Japon    |

## Phase finale

### Tableau final
|  | Quarts de finale | Quarts de finale | Quarts de finale | Quarts de finale |          |          | Demi-finales | Demi-finales | Demi-finales                  | Demi-finales                  |                               |                               | Finale | Finale | Finale | Finale |
|  |                  |                  |                  |                  |          |          |              |              |                               |                               |                               |                               |        |        |        |        |
|  | 4 mai            | 4 mai            | 4 mai            | 4 mai            |          |          | 6 mai        | 6 mai        | 6 mai                         | 6 mai                         |                               |                               | 7 mai  | 7 mai  | 7 mai  | 7 mai  |
|  | 4 mai            | 4 mai            | 4 mai            | 4 mai            |          |          | 6 mai        | 6 mai        | 6 mai                         | 6 mai                         |                               |                               | 7 mai  | 7 mai  | 7 mai  | 7 mai  |
|  | 1er gr.A         | Suisse           | 3                | 3                |          |          | 6 mai        | 6 mai        | 6 mai                         | 6 mai                         |                               |                               | 7 mai  | 7 mai  | 7 mai  | 7 mai  |
|  | 1er gr.A         | Suisse           | 3                | 3                |          |          | 6 mai        | 6 mai        | 6 mai                         | 6 mai                         |                               |                               | 7 mai  | 7 mai  | 7 mai  | 7 mai  |
|  | 2e gr.B          | Iran             | 4ap              | 4ap              |          |          | 6 mai        | 6 mai        | 6 mai                         | 6 mai                         |                               |                               | 7 mai  | 7 mai  | 7 mai  | 7 mai  |
|  | 2e gr.B          | Iran             | 4ap              | 4ap              | Iran     | Iran     | 1 (2)        | 1 (2)        |                               |                               |                               |                               | 7 mai  | 7 mai  | 7 mai  | 7 mai  |
|  | 4 mai            |                  |                  |                  | Iran     | Iran     | 1 (2)        | 1 (2)        |                               |                               |                               |                               | 7 mai  | 7 mai  | 7 mai  | 7 mai  |
|  |                  |                  | Tahiti           | Tahiti           | 1 (3)tab | 1 (3)tab |              |              |                               |                               |                               |                               | 7 mai  | 7 mai  | 7 mai  | 7 mai  |
|  | 1er gr.C         | Paraguay         | Tahiti           | Tahiti           | 1 (3)tab | 1 (3)tab | 4            | 4            |                               |                               |                               |                               | 7 mai  | 7 mai  | 7 mai  | 7 mai  |
|  | 1er gr.C         | Paraguay         | 6 mai            |                  |          |          | 4            | 4            |                               |                               |                               |                               | 7 mai  | 7 mai  | 7 mai  | 7 mai  |
|  | 2e gr.D          | Tahiti           | 6                | 6                |          |          |              |              |                               |                               |                               |                               | 7 mai  | 7 mai  | 7 mai  | 7 mai  |
|  | 2e gr.D          | Tahiti           | 6                | 6                | Tahiti   | Tahiti   | 0            | 0            |                               |                               |                               |                               |        |        |        |        |
|  | 4 mai            |                  |                  |                  | Tahiti   | Tahiti   | 0            | 0            |                               |                               |                               |                               |        |        |        |        |
|  |                  |                  | Brésil           | Brésil           | 6        | 6        |              |              |                               |                               |                               |                               |        |        |        |        |
|  | 1er gr.B         | Italie           | Brésil           | Brésil           | 6        | 6        | 5            | 5            |                               |                               |                               |                               |        |        |        |        |
|  | 1er gr.B         | Italie           |                  |                  |          |          |              |              |                               |                               |                               |                               |        |        |        |        |
|  | 2e gr.A          | Sénégal          | 1                | 1                |          |          |              |              |                               |                               |                               |                               |        |        |        |        |
|  | 2e gr.A          | Sénégal          | 1                | 1                | Italie   | Italie   | 4            | 4            | Match pour la troisième place | Match pour la troisième place | Match pour la troisième place | Match pour la troisième place |        |        |        |        |
|  | 4 mai            |                  |                  |                  | Italie   | Italie   | 4            | 4            | Match pour la troisième place | Match pour la troisième place | Match pour la troisième place | Match pour la troisième place |        |        |        |        |
|  |                  |                  | Brésil           | Brésil           | 8        | 8        |              |              | 7 mai                         | 7 mai                         | 7 mai                         | 7 mai                         |        |        |        |        |
|  | 1er gr.D         | Brésil           | Brésil           | Brésil           | 8        | 8        | 4            | 4            | 7 mai                         | 7 mai                         | 7 mai                         | 7 mai                         |        |        |        |        |
|  | 1er gr.D         | Brésil           |                  |                  |          |          |              | 4            |                               |                               | Iran                          | Iran                          | 5      | 5      |        |        |
|  | 2e gr.C          | Portugal         | 3                | 3                |          |          |              |              |                               |                               | Iran                          | Iran                          | 5      | 5      |        |        |
|  | 2e gr.C          | Portugal         | 3                | 3                | Italie   | Italie   | 3            | 3            |                               |                               |                               |                               |        |        |        |        |
|  |                  |                  |                  |                  |          |          |              |              |                               |                               |                               |                               |        |        |        |        |

### Quarts de finale
| Match 25                      | [1C] Paraguay                                                              | 4-6               | [2D] Tahiti                                                                                                  | National Beach Soccer Arena, Nassau                                                    |                                                                                        |
| 4 mai 2017 15:30 (UTC+6 WEST) | Ivan Fernández 14e · Pedro Morán 17e · Pedro Morán 23e · Orlando Zayas 36e | (0-2 ; 3-1 ; 1-3) | 8e Jo · 11e Naea Bennett · 18e Heimanu Taiarui · 28e Tearii Labaste · 35e Heiarii Tavanae · 36e Patrick Tepa | Spectateurs : 700 Arbitrage : Laurynas Arzuolaitis Lukasz Ostrowski Eduards Borisevics | Spectateurs : 700 Arbitrage : Laurynas Arzuolaitis Lukasz Ostrowski Eduards Borisevics |
| 4 mai 2017 15:30 (UTC+6 WEST) | [PDF]                                                                      |                   | | Spectateurs : 700 Arbitrage : Laurynas Arzuolaitis Lukasz Ostrowski Eduards Borisevics | Spectateurs : 700 Arbitrage : Laurynas Arzuolaitis Lukasz Ostrowski Eduards Borisevics |

| Match 26                      | [1D] Brésil                                                | 4-3               | [2C] Portugal                              | National Beach Soccer Arena, Nassau                                             |                                                                                 |
| 4 mai 2017 17:00 (UTC+6 WEST) | Catarino 00e · Datinha 18e pen · Datinha 20e · Rodrigo 33e | (1-2 ; 2-0 ; 1-1) | 00e Bruno Torres · 11e Jordan · 29e Jordan | Spectateurs : 1 750 Arbitrage : Bakhtiyor Namazov Ebrahim Almansory Said Hachim | Spectateurs : 1 750 Arbitrage : Bakhtiyor Namazov Ebrahim Almansory Said Hachim |
| 4 mai 2017 17:00 (UTC+6 WEST) | [PDF]                                                      |                   |                                            | Spectateurs : 1 750 Arbitrage : Bakhtiyor Namazov Ebrahim Almansory Said Hachim | Spectateurs : 1 750 Arbitrage : Bakhtiyor Namazov Ebrahim Almansory Said Hachim |

| Match 27                      | [1A] Suisse                                             | 3-4 (a.p.)              | [2B] Iran                                                                                | National Beach Soccer Arena, Nassau                                       |                                                                           |
| 4 mai 2017 18:30 (UTC+6 WEST) | Dejan Stankovic 16e · Glenn Hodel 17e · Glenn Hodel 22e | (0-1 ; 3-1 ; 0-1 ; 0-1) | 3e Mohammad Ahmadzadeh · 13e Mohammad Ahmadzadeh · 35e Ali Nazem · 38e Mohammad Mokhtari | Spectateurs : 2 500 Arbitrage : Gionni Matticoli Shao Liang Issam Bousbih | Spectateurs : 2 500 Arbitrage : Gionni Matticoli Shao Liang Issam Bousbih |
| 4 mai 2017 18:30 (UTC+6 WEST) | [PDF]                                                   |                         |                                                                                          | Spectateurs : 2 500 Arbitrage : Gionni Matticoli Shao Liang Issam Bousbih | Spectateurs : 2 500 Arbitrage : Gionni Matticoli Shao Liang Issam Bousbih |

| Match 28                      | [1B] Italie                                                                                                   | 5-1               | [2A] Sénégal           | National Beach Soccer Arena, Nassau                                      |                                                                          |
| 4 mai 2017 20:00 (UTC+6 WEST) | Gabriele Gori 1re pen · Mateo Marucci 21e · Gabriele Gori 22e pen · Alessio Frainetti 24e · Gabriele Gori 26e | (1-0 ; 2-0 ; 2-1) | 33e pen Ibrahima Balde | Spectateurs : 2 500 Arbitrage : Mariano Romo Juan Angeles Micke Palomino | Spectateurs : 2 500 Arbitrage : Mariano Romo Juan Angeles Micke Palomino |
| 4 mai 2017 20:00 (UTC+6 WEST) | [PDF] |                   |                        | Spectateurs : 2 500 Arbitrage : Mariano Romo Juan Angeles Micke Palomino | Spectateurs : 2 500 Arbitrage : Mariano Romo Juan Angeles Micke Palomino |

### Demi-finales
| Match 29                      | [2B] Iran                                                                                            | 1-1 (a.p.)              | [2D] Tahiti                                                                                               | National Beach Soccer Arena, Nassau                                                          |                                                                                              |
| 6 mai 2017 15:00 (UTC+6 WEST) | Ali Nazem 18e                                                                                        | (0-0 ; 1-0 ; 0-1 ; 0-0) | 1re Patrick Tepa                                                                                          | Spectateurs : 1 800 Arbitrage : Eduards Borisevics Sergio Filipe Gomes Soares Micke Palomino | Spectateurs : 1 800 Arbitrage : Eduards Borisevics Sergio Filipe Gomes Soares Micke Palomino |
| 6 mai 2017 15:00 (UTC+6 WEST) | [PDF]                                                                                                |                         | | Spectateurs : 1 800 Arbitrage : Eduards Borisevics Sergio Filipe Gomes Soares Micke Palomino | Spectateurs : 1 800 Arbitrage : Eduards Borisevics Sergio Filipe Gomes Soares Micke Palomino |
| 6 mai 2017 15:00 (UTC+6 WEST) | Ali Nazem · Mohammad Mokhtari · Amir Akbari · Mohammad Ahmadzadeh · Mostafa Kiani · Hamid Behzadpour | Tirs au but 2–3         | Naea Bennett · Ariihau Teriitau · Raimana Li Fung Kuee · Tearii Labaste · Patrick Tepa · Raimoana Bennett | Spectateurs : 1 800 Arbitrage : Eduards Borisevics Sergio Filipe Gomes Soares Micke Palomino | Spectateurs : 1 800 Arbitrage : Eduards Borisevics Sergio Filipe Gomes Soares Micke Palomino |

### Finale
| Match 32                      | [2D] Tahiti | 0-6               | [1D] Brésil                                                     | National Beach Soccer Arena, Nassau               |                                                   |
| 7 mai 2017 16:30 (UTC+6 WEST) |             | (0-2 ; 0-1 ; 0-3) | 1re 18e Mauricinho · 7e Datinha · 30e Catarino · 32e 33e Daniel | Spectateurs : 3 500 Arbitrage : Bakhtiyor Namazov | Spectateurs : 3 500 Arbitrage : Bakhtiyor Namazov |
| 7 mai 2017 16:30 (UTC+6 WEST) | Rapport     |                   |                                                                 | Spectateurs : 3 500 Arbitrage : Bakhtiyor Namazov | Spectateurs : 3 500 Arbitrage : Bakhtiyor Namazov |

## Statistiques, classements et buteurs

### Nombre d'équipes par confédération et par tour
| Confédération | Phase de groupes | Quarts de finale | Demi-finales | Finale | Victoire |
| ------------- | ---------------- | ---------------- | ------------ | ------ | -------- |
| UEFA          | 4                | 3                | 1            | 0      | 0        |
| AFC           | 3                | 1                | 1            | 0      | 0        |
| CONMEBOL      | 3                | 2                | 1            | 1      | 1        |
| CONCACAF      | 3                | 0                | 0            | 0      | 0        |
| CAF           | 2                | 1                | 0            | 0      | 0        |
| OFC           | 1                | 1                | 1            | 1      | 0        |
| Total         | 16               | 8                | 4            | 2      | 1        |

### Ballon d'or du meilleur joueur (adidas Golden Ball)
Le Ballon d'or est la récompense attribuée au meilleur joueur de la coupe du monde 2017.
| Place              | Joueur              |
| ------------------ | ------------------- |
| Médaille d'or      | Mohammad Ahmadzadeh |
| Médaille d'argent  | Maurícinho          |
| Médaille de bronze | Datinha             |

### Soulier d'or du meilleur buteur (adidas Golden Boot)
Le Soulier d'or est attribué au meilleur buteur de la compétition. 
| Place              | Joueur              | Buts | Passes décisives | Matchs joués |
| ------------------ | ------------------- | ---- | ---------------- | ------------ |
| Médaille d'or      | Gabriele Gori       | 17   | 0                | 6            |
| Médaille d'argent  | Rodrigo             | 9    | 1                | 6            |
| Médaille de bronze | Mohammad Ahmadzadeh | 9    | 0                | 6            |

### Autres récompenses
Le Gant d'or (adidas Golden Glove) est attribué au meilleur gardien de but de la compétition. 
Le Prix du fair-play de la FIFA (Fair Play Award) est attribué à l'équipe ayant fait preuve du plus bel esprit sportif et du meilleur comportement.
| Prix              | Lauréat         |
| ----------------- | --------------- |
| Gant d'or         | Peyman Hosseini |
| Prix du fair-play | Brésil          |

### Nombre de buts par tour et par journée
Sont comptabilisés les buts pendant le temps réglementaire et les prolongations, ainsi que ceux des tirs au but.
| Date              | 27 avril     | 28 avril     | 29 avril     | 30 avril     | 1 mai        | 2 mai        | Sous-total | 4 mai  | 6 mai  | 7 mai    | 7 mai  | Sous-total | Total |
| Phase             | J1 Gr. A & B | J1 Gr. C & D | J2 Gr. A & B | J2 Gr. C & D | J3 Gr. A & B | J3 Gr. C & D | Sous-total | Quarts | Demies | 3e place | Finale | Sous-total | Total |
| Buts marqués      | 37           | 30           | 43           | 31           | 34           | 34           | 209        | 30     | 19     | 8        | 6      | 63         | 272   |
| Matchs disputés   | 4            | 4            | 4            | 4            | 4            | 4            | 24         | 4      | 2      | 1        | 1      | 8          | 32    |
| Moyenne par match | 9,25         | 7,50         | 10,75        | 7,75         | 8,50         | 8,50         | 8,71       | 7,50   | 9,50   | 8,00     | 6,00   | 7,88       | 8,50  |